# Valentín Barco
Valentín Barco (25 de Mayo, 23 luglio 2004) è un calciatore argentino, difensore dello Strasburgo e della nazionale Under-20 argentina.

## Caratteristiche tecniche
È un terzino sinistro che può agire anche in posizione più avanzata.
Nel 2021, è stato inserito nella lista "Next Generation" dei sessanta migliori talenti nati nel 2004, redatta dal quotidiano inglese The Guardian.

## Carriera

### Club

#### Gli inizi, Boca Juniors
Cresciuto nello Sp. Las Parejas, nel 2013 Barco viene notato dal Boca Juniors, che lo aggrega al proprio settore giovanile. Debutta in prima squadra il 17 luglio 2021, in occasione dell'incontro di Primera División pareggiato 1-1 contro l'Unión (SF). Il 29 giugno 2023, realizza la prima rete tra i professionisti, in occasione dell’incontro di Copa Libertadores vinto per 4-0 contro il Monagas.

#### Brighton e prestito al Siviglia
Il 20 gennaio 2024, Barco passa a titolo definitivo al Brighton, in Premier League, per circa 10 milioni di dollari, firmando un contratto valido fino al 30 giugno 2028 con il club inglese.
Dopo soli sei mesi, il 23 agosto 2024 viene ceduto in prestito fino al termine della stagione al Siviglia.

#### Esperienza allo Strasburgo
Dopo appena 7 presenze collezionate in 6 mesi viene richiamato dai seagulls per passare poi in prestito allo Strasburgo.
Collezionate 14 presenze in campionato viene riscattato dal club francese per 10 milioni di euro. 

### Nazionale
Nel maggio del 2023, Barco viene incluso dal selezionatore Javier Mascherano nella rosa della Nazionale Under-20 partecipante ai Mondiali di categoria, organizzati in casa. Gioca tutte e quattro le partite, venendo eliminati dalla Nigeria agli ottavi.
Nel marzo 2024 viene convocato per la prima volta in nazionale maggiore, con cui esordisce il 22 del mese stesso nell'amichevole vinta 3-0 contro El Salvador.

## Statistiche

### Presenze e reti nei club
Statistiche aggiornate al 23 agosto 2024.
| Stagione            | Squadra             | Campionato          | Campionato | Campionato | Coppe nazionali | Coppe nazionali | Coppe nazionali | Coppe continentali | Coppe continentali | Coppe continentali | Altre coppe | Altre coppe | Altre coppe | Totale | Totale |
| Stagione            | Squadra             | Comp                | Pres       | Reti       | Comp            | Pres            | Reti            | Comp               | Pres               | Reti               | Comp        | Pres        | Reti        | Pres   | Reti   |
| ------------------- | ------------------- | ------------------- | ---------- | ---------- | --------------- | --------------- | --------------- | ------------------ | ------------------ | ------------------ | ----------- | ----------- | ----------- | ------ | ------ |
| 2021                | Boca Juniors        | PD                  | 3          | 0          | CdL             | 0               | 0               | CL                 | 0                  | 0                  |             | -           | -           | 3      | 0      |
| 2022                | Boca Juniors        | PD                  | 0          | 0          | CdL             | 0               | 0               | CL                 | 0                  | 0                  |             | -           | -           | 0      | 0      |
| 2023                | Boca Juniors        | PD                  | 11         | 0          | CA+CdL          | 3+9             | 0               | CL                 | 9                  | 1                  |             | -           | -           | 32     | 1      |
| Totale Boca Juniors | Totale Boca Juniors | Totale Boca Juniors | 14         | 0          |                 | 12              | 0               |                    | 9                  | 1                  |             | -           | -           | 35     | 1      |
| gen.-giu. 2024      | Brighton            | PL                  | 6          | 0          | FACup+CdL       | 1+0             | 0+0             | UEL                | 0                  | 0                  |             | -           | -           | 7      | 0      |
| lug.-ago. 2024      | Brighton            | PL                  | 0          | 0          | FACup+CdL       | -               | -               | -                  | -                  | -                  |             | -           | -           | -      | -      |
| Totale Brighton     | Totale Brighton     | Totale Brighton     | 6          | 0          |                 | 1               | 0               |                    | -                  | -                  |             | -           | -           | 7      | 0      |
| ago. 2024-2025      | Siviglia            | PD                  | -          | -          | CR              | -               | -               |                    | -                  | -                  |             | -           | -           | -      | -      |
| Totale carriera     | Totale carriera     | Totale carriera     | 20         | 0          |                 | 13              | 0               |                    | 9                  | 1                  |             | -           | -           | 42     | 1      |

### Cronologia presenze e reti in nazionale
| Cronologia completa delle presenze e delle reti in nazionale ― Argentina | Cronologia completa delle presenze e delle reti in nazionale ― Argentina | Cronologia completa delle presenze e delle reti in nazionale ― Argentina | Cronologia completa delle presenze e delle reti in nazionale ― Argentina | Cronologia completa delle presenze e delle reti in nazionale ― Argentina | Cronologia completa delle presenze e delle reti in nazionale ― Argentina | Cronologia completa delle presenze e delle reti in nazionale ― Argentina | Cronologia completa delle presenze e delle reti in nazionale ― Argentina |
| Data                                                                     | Città                                                                    | In casa                                                                  | Risultato                                                                | Ospiti                                                                   | Competizione                                                             | Reti                                                                     | Note                                                                     |
| ------------------------------------------------------------------------ | ------------------------------------------------------------------------ | ------------------------------------------------------------------------ | ------------------------------------------------------------------------ | ------------------------------------------------------------------------ | ------------------------------------------------------------------------ | ------------------------------------------------------------------------ | ------------------------------------------------------------------------ |
| 22-3-2024                                                                | Filadelfia                                                               | Argentina                                                                | 3 – 0                                                                    | El Salvador                                                              | Amichevole                                                               | -                                                                        | 56’                                                                      |
| Totale                                                                   |                                                                          | Presenze                                                                 | 1                                                                        |                                                                          | Reti                                                                     | 0                                                                        |                                                                          |